# Fundación Shoah
La USC Shoah Foundation Institute for Visual History and Education, antes Survivors of the Shoah Visual History Foundation, es una organización sin fines de lucro creada por Steven Spielberg en 1994, un año después de terminar la galardonada película La lista de Schindler. El objetivo original de la Fundación es grabar y conservar testimonios de supervivientes y otros testigos del Holocausto (que en hebreo se llama la "Shoah") como una colección de entrevistas grabadas en vídeo.

## Historia
La Fundación llevó a cabo casi 52.000 entrevistas entre 1994 y 1999. Los entrevistados incluyen judíos, homosexuales, Testigos de Jehová, testigos de la liberación, presos políticos, personas que prestaron ayuda, gitanos, así como supervivientes de las políticas de eugenesia y de juicios por crímenes de guerra. 
En enero de 2006, se trasladó a la Universidad del Sur de California y pasó a denominarse USC Shoah Foundation Institute for Visual History and Education. Su misión es "superar los prejuicios, la intolerancia y el fanatismo - así como el sufrimiento que causan - a través del uso educativo de testimonios visuales".
Además de la preservación de los testimonios, el Instituto ayuda a documentar las historias de superviventes y otros testigos de otros genocidios. Actualmente, el Instituto está trabajando con la organización IBUKA de Ruanda para comenzar un proyecto que recoja testimonios de supervivientes del genocidio de 1994, que se cobró hasta un millón de vidas. Una vez recogidos y catalogados, el testimonio se incluirá en el Archivo Histórico Visual, que contiene todos los testimonios ya recogidos por el Instituto. 

## Dirección
- Robert Williams, Director Ejecutivo
- Amy Carnes, Directora de Asuntos Constituyentes / Jefe de Personal
- Sam Gustman, Director de tecnología y decano asociado de la fundación shoah de la usc y de las bibliotecas de la usc
- Jenna Leventhal, Directora interina de programas
- Kate Canada Obregon, Directora de marketing y comunicaciones
- Cynthia Schirmer, Directora de Presupuesto y Finanzas
- Andrea Waldron, Vicepresidente adjunta